# Star Trak Entertainment
Star Trak Entertainment és un segell discogràfic especialitzat en hip-hop, fundat per Pharrell Williams i Txad Hugo el 2002. Opera com subsidiari de Interscope Records i Universal Music Group.

## Grups
- Fam-Lay
- The High Speed Scene
- N*E*R*D
- Pharrell
- Robin Thicke
- Rosco P. Coldchain
- Snoop Dogg
- Slim Thug
- Retardation
- Natasha Ramos
- Vanessa Marquez
- Clipse
- Spymob
- Philly's Most Wanted